# Zákynthos (prefekturhuvudort i Grekland)
Zákynthos (Zakynthos, Zakinthos, franska: Zante) är en prefekturhuvudort i Grekland.   Den ligger i prefekturen Nomós Zakýnthou och regionen Joniska öarna, i den sydvästra delen av landet, 250 km väster om huvudstaden Aten. Zákynthos ligger 20 meter över havet och antalet invånare är 11 541. Den ligger på ön Zakynthos.
Terrängen runt Zákynthos är platt åt nordväst, men åt sydväst är den kuperad. Havet är nära Zákynthos åt nordost. Runt Zákynthos är det tätbefolkat, med 331 invånare per kvadratkilometer. Zákynthos är det största samhället i trakten. 